# Harrodsburg (Kentucky)
Harrodsburg es una ciudad ubicada en el condado de Mercer en el estado estadounidense de Kentucky. En el Censo de 2010 tenía una población de 8340 habitantes y una densidad poblacional de 464,66 personas por km².

## Geografía
Harrodsburg se encuentra ubicada en las coordenadas 37°45′58″N 84°50′48″O / 37.76611, -84.84667. Según la Oficina del Censo de los Estados Unidos, Harrodsburg tiene una superficie total de 17.95 km², de la cual 17.9 km² corresponden a tierra firme y (0.27%) 0.05 km² es agua.

## Demografía
Según el censo de 2010, había 8340 personas residiendo en Harrodsburg. La densidad de población era de 464,66 hab./km². De los 8340 habitantes, Harrodsburg estaba compuesto por el 86.33% blancos, el 7.39% eran afroamericanos, el 0.18% eran amerindios, el 0.66% eran asiáticos, el 0.01% eran isleños del Pacífico, el 2.43% eran de otras razas y el 3% pertenecían a dos o más razas. Del total de la población el 4.02% eran hispanos o latinos de cualquier raza.